# Hannoverscher Sportverein von 1896 2013-2014
Questa voce raccoglie le informazioni riguardanti l'Hannoverscher Sportverein von 1896 nelle competizioni ufficiali della stagione 2013-2014.

## Rosa
| N. |                      | Ruolo | Calciatore           |
| -- | -------------------- | ----- | -------------------- |
| 21 | Germania (bandiera)  | P     | Konstantin Fuhry     |
| 14 | Germania (bandiera)  | P     | Markus Miller        |
| 26 | Germania (bandiera)  | P     | Tom Schmidt          |
| 1  | Germania (bandiera)  | P     | Ron-Robert Zieler    |
| 23 | Germania (bandiera)  | D     | Christopher Avevor   |
| 20 | Brasile (bandiera)   | D     | Felipe               |
| 25 | Brasile (bandiera)   | D     | Marcelo              |
| 24 | Germania (bandiera)  | D     | Christian Pander     |
| 18 | Belgio (bandiera)    | D     | Sébastien Pocognoli  |
| 4  | Giappone (bandiera)  | D     | Hiroki Sakai         |
| 5  | Senegal (bandiera)   | D     | Salif Sané           |
| 19 | Germania (bandiera)  | D     | Christian Schulz     |
| 33 | Germania (bandiera)  | D     | Yannik Schulze       |
| 2  | Danimarca (bandiera) | C     | Leon Andreasen       |
| 32 | Germania (bandiera)  | C     | Leonardo Bittencourt |

| N. |                                 | Ruolo | Calciatore          |
| -- | ------------------------------- | ----- | ------------------- |
| 34 | Germania (bandiera)             | C     | Tim Dierßen         |
| 15 | Germania (bandiera)             | C     | Andre Hoffmann      |
| 10 | Ungheria (bandiera)             | C     | Szabolcs Huszti     |
| 7  | Germania (bandiera)             | C     | Edgar Prib          |
| 22 | Rep. Ceca (bandiera)            | C     | František Rajtoral  |
| 8  | Germania (bandiera)             | C     | Manuel Schmiedebach |
| 28 | Germania (bandiera)             | C     | Lars Stindl         |
| 39 | Senegal (bandiera)              | A     | Mame Biram Diouf    |
| 40 | Bosnia ed Erzegovina (bandiera) | A     | Almir Kasumović     |
| 16 | Lettonia (bandiera)             | A     | Artjoms Rudņevs     |
| 13 | Germania (bandiera)             | A     | Jan Schlaudraff     |
| 9  | Polonia (bandiera)              | A     | Artur Sobiech       |
| 38 | Kosovo (bandiera)               | A     | Valmir Sulejmani    |
| 11 | Costa d'Avorio (bandiera)       | A     | Didier Ya Konan     |

## Organigramma societario
Area tecnica
- Allenatore: Tayfun Korkut
- Allenatore in seconda: Xaver Zembrod
- Preparatore dei portieri: Jörg Sievers
- Preparatori atletici: Julen Masach, Edward Kowalczuk

## Risultati

### Bundesliga

#### Girone di andata
| Arbitro: | Brych |

|                          |           |  |
| Andreasen 16’ Huszti 84’ | Marcatori |  |

| Arbitro: | Drees |

|                                       |           |  |
| Kruse 20’ Kramer 53’ Daems 66’ (rig.) | Marcatori |  |

| Arbitro: | Dankert |

|                             |           |            |
| Huszti 15’ (rig.) Diouf 42’ | Marcatori | 55’ Szalai |

| Arbitro: | Winkmann |

|                                          |           |            |
| Diouf 31’ Sobiech 37’ Konan 80’ Prib 82’ | Marcatori | 12’ Müller |

| Arbitro: | Stieler |

|                          |           |  |
| Mandžukić 51’ Ribéry 64’ | Marcatori |  |

| Arbitro: | Dingert |

|                               |           |                     |
| Sobiech 60’ Huszti 89’ (rig.) | Marcatori | 51’ (rig.) Verhaegh |

| Arbitro: | Stark |

|                    |           |  |
| Rolfes 23’ Sam 37’ | Marcatori |  |

| Arbitro: | Perl |

|            |           |           |
| Schulz 23’ | Marcatori | 81’ Ronny |

| Arbitro: | Gagelmann |

|                |           |  |
| Reus 4’ (rig.) | Marcatori |  |

| Arbitro: | Stieler |

|          |           |                                                    |
| Sané 56’ | Marcatori | 10’ (rig.) Salihović 18’ Herdling 62’, 64’ Firmino |

| Arbitro: | Kinhöfer |

|                                        |           |                             |
| Hunt 25’ (rig.) Makiadi 38’ García 86’ | Marcatori | 20’ (rig.) Huszti 41’ Sakai |

| Hannover 8 novembre 2013, ore 20:30 CET 12ª giornata | Hannover 96 | 0 – 0 referto | Eintracht Braunschweig | HDI-Arena (47 200 spett.)\| Arbitro: \| Kircher \| |
| Arbitro:                                             | Kircher     |               |                        |                                                    |

| Arbitro: | Fritz |

|                                       |           |            |
| Badelj 31’ Beister 46’ Çalhanoğlu 84’ | Marcatori | 28’ Huszti |

| Arbitro: | Perl |

|                      |           |  |
| Diouf 25’ Huszti 67’ | Marcatori |  |

| Arbitro: | Brych |

|                                               |           |                      |
| Harnik 13’ Ibišević 33’ Traoré 52’ Rausch 84’ | Marcatori | 28’ Sobiech 31’ Sané |

| Arbitro: | Kinhöfer |

|                                |           |                                   |
| Bittencourt 60’ Diouf 87’, 90’ | Marcatori | 30’ Hloušek 38’ Drmić 41’ Nilsson |

| Arbitro: | Drees |

|                  |           |                 |
| Mehmedi 25’, 36’ | Marcatori | 90’ Bittencourt |

#### Girone di ritorno
| Arbitro: | Schmidt |

|          |           |                                  |
| Olić 35’ | Marcatori | 28’ Rudņevs 50’, 72’ Bittencourt |

| Arbitro: | Dankert |

|                            |           |           |
| Rudņevs 57’ Diouf 82’, 90’ | Marcatori | 84’ Mlapa |

| Arbitro: | Dingert |

|                      |           |  |
| Farfán 39’ Meyer 44’ | Marcatori |  |

| Arbitro: | Gräfe |

|                             |           |  |
| Malli 51’ Choupo-Moting 90’ | Marcatori |  |

| Arbitro: | Kircher |

|  |           |                                          |
|  | Marcatori | 25’, 59’ Müller 34’ Thiago 66’ Mandžukić |

| Arbitro: | Stieler |

|            |           |           |
| Klavan 55’ | Marcatori | 21’ Diouf |

| Arbitro: | Zwayer |

|             |           |            |
| Rudņevs 33’ | Marcatori | 28’ Castro |

| Arbitro: | Winkmann |

|  |           |                                       |
|  | Marcatori | 49’ Stindl 57’ Schlaudraff 90’ Huszti |

| Arbitro: | Perl |

|  |           |                                      |
|  | Marcatori | 43’ Hummels 52’ Lewandowski 90’ Reus |

| Arbitro: | Sippel |

|                                   |           |               |
| Polanski 13’ Modeste 51’ Rudy 90’ | Marcatori | 10’ Andreasen |

| Arbitro: | Schmidt |

|            |           |                        |
| Huszti 43’ | Marcatori | 57’ Di Santo 90’ Prödl |

| Arbitro: | Gagelmann |

|                                         |           |  |
| Kumbela 14’ Nielsen 21’ Hochscheidt 89’ | Marcatori |  |

| Arbitro: | Hartmann |

|                     |           |                |
| Stindl 9’ Konan 86’ | Marcatori | 48’ Çalhanoğlu |

| Arbitro: | Brych |

|                     |           |                                   |
| Lanig 13’ Meier 68’ | Marcatori | 2’ Andreasen 20’ Stindl 29’ Konan |

| Hannover 25 aprile 2014, ore 20:30 CEST 32ª giornata | Hannover 96 | 0 – 0 referto | Stoccarda | HDI-Arena (49 000 spett.)\| Arbitro: \| Stark \| |
| Arbitro:                                             | Stark       |               |           |                                                  |

| Arbitro: | Gräfe |

|  |           |                            |
|  | Marcatori | 5’ Huszti 51’ Schmiedebach |

| Arbitro: | Gagelmann |

|                                 |           |                          |
| Huszti 45’ Rudņevs 65’ Prib 80’ | Marcatori | 50’ Schmid 78’ Zulechner |

### Coppa di Germania
| Arbitro: | Unger |

|  |           |                        |
|  | Marcatori | 69’ Sobiech 90’ Huszti |

| Arbitro: | Drees |

|                                        |           |           |
| Müller 17’, 64’ Pizarro 27’ Ribéry 78’ | Marcatori | 37’ Konan |

## Statistiche

### Statistiche di squadra
| Competizione      | Punti | In casa | In casa | In casa | In casa | In casa | In casa | In trasferta | In trasferta | In trasferta | In trasferta | In trasferta | In trasferta | Totale | Totale | Totale | Totale | Totale | Totale | DR  |
| Competizione      | Punti | G       | V       | N       | P       | Gf      | Gs      | G            | V            | N            | P            | Gf           | Gs           | G      | V      | N      | P      | Gf     | Gs     | DR  |
| ----------------- | ----- | ------- | ------- | ------- | ------- | ------- | ------- | ------------ | ------------ | ------------ | ------------ | ------------ | ------------ | ------ | ------ | ------ | ------ | ------ | ------ | --- |
| Bundesliga        | 42    | 17      | 8       | 5       | 4       | 27      | 25      | 17           | 4            | 1            | 12           | 19           | 34           | 34     | 12     | 6      | 16     | 46     | 59     | -13 |
| Coppa di Germania | -     | 0       | 0       | 0       | 0       | 0       | 0       | 2            | 1            | 0            | 1            | 3            | 4            | 2      | 1      | 0      | 1      | 3      | 4      | -1  |
| Totale            | -     | 17      | 8       | 5       | 4       | 27      | 25      | 19           | 5            | 1            | 13           | 22           | 38           | 36     | 13     | 6      | 17     | 49     | 63     | -14 |

### Andamento in campionato
| Giornata  | 1 | 2  | 3 | 4 | 5 | 6 | 7 | 8 | 9 | 10 | 11 | 12 | 13 | 14 | 15 | 16 | 17 | 18 | 19 | 20 | 21 | 22 | 23 | 24 | 25 | 26 | 27 | 28 | 29 | 30 | 31 | 32 | 33 | 34 |
| --------- | - | -- | - | - | - | - | - | - | - | -- | -- | -- | -- | -- | -- | -- | -- | -- | -- | -- | -- | -- | -- | -- | -- | -- | -- | -- | -- | -- | -- | -- | -- | -- |
| Luogo     | C | T  | C | C | T | C | T | C | T | C  | T  | C  | T  | C  | T  | C  | T  | T  | C  | T  | T  | C  | T  | C  | T  | C  | T  | C  | T  | C  | T  | C  | T  | C  |
| Risultato | V | P  | V | V | P | V | P | N | P | P  | P  | N  | P  | V  | P  | N  | P  | V  | V  | P  | P  | P  | N  | N  | V  | P  | P  | P  | P  | V  | V  | N  | V  | V  |
| Posizione | 5 | 10 | 7 | 3 | 4 | 4 | 4 | 5 | 7 | 10 | 11 | 11 | 13 | 9  | 12 | 12 | 13 | 10 | 10 | 10 | 11 | 11 | 11 | 12 | 11 | 11 | 12 | 13 | 13 | 13 | 14 | 13 | 11 | 10 |

Legenda:

Luogo: C = Casa; T = Trasferta. Risultato: V = Vittoria; N = Pareggio; P = Sconfitta.

### Statistiche dei giocatori
| Giocatore       | Bundesliga | Bundesliga | Bundesliga  | Bundesliga | Coppa di Germania | Coppa di Germania | Coppa di Germania | Coppa di Germania | Totale   | Totale | Totale      | Totale     |
| Giocatore       | Presenze   | Reti       | Ammonizioni | Espulsioni | Presenze          | Reti              | Ammonizioni       | Espulsioni        | Presenze | Reti   | Ammonizioni | Espulsioni |
| --------------- | ---------- | ---------- | ----------- | ---------- | ----------------- | ----------------- | ----------------- | ----------------- | -------- | ------ | ----------- | ---------- |
| K. Fuhry        | -          | -          | -           | -          | -                 | -                 | -                 | -                 | -        | -      | -           | -          |
| M. Miller       | -          | -          | -           | -          | -                 | -                 | -                 | -                 | -        | -      | -           | -          |
| T. Schmidt      | -          | -          | -           | -          | -                 | -                 | -                 | -                 | -        | -      | -           | -          |
| R. Zieler       | 34         | 0          | 2           | 0          | 2                 | 0                 | 0                 | 0                 | 36       | 0      | 2           | 0          |
| C. Avevor       | 1          | 0          | 0           | 0          | -                 | -                 | -                 | -                 | 1        | 0      | 0           | 0          |
| Felipe          | -          | -          | -           | -          | -                 | -                 | -                 | -                 | -        | -      | -           | -          |
| Marcelo         | 24         | 0          | 5           | 1          | 1                 | 0                 | 0                 | 0                 | 25       | 0      | 5           | 1          |
| C. Pander       | 8          | 0          | 0           | 0          | 1                 | 0                 | 0                 | 0                 | 9        | 0      | 0           | 0          |
| S. Pocognoli    | 19         | 0          | 4           | 0          | 1                 | 0                 | 0                 | 0                 | 20       | 0      | 4           | 0          |
| H. Sakai        | 26         | 1          | 7           | 0          | 2                 | 0                 | 0                 | 0                 | 28       | 1      | 7           | 0          |
| S. Sané         | 19         | 2          | 5           | 1          | 1                 | 0                 | 0                 | 0                 | 20       | 2      | 5           | 1          |
| C. Schulz       | 27         | 1          | 3           | 0          | 1                 | 0                 | 0                 | 0                 | 28       | 1      | 3           | 0          |
| Y. Schulze      | -          | -          | -           | -          | -                 | -                 | -                 | -                 | -        | -      | -           | -          |
| L. Andreasen    | 31         | 3          | 6           | 0          | 2                 | 0                 | 0                 | 0                 | 33       | 3      | 6           | 0          |
| L. Bittencourt  | 31         | 4          | 6           | 0          | 2                 | 0                 | 0                 | 0                 | 33       | 4      | 6           | 0          |
| T. Dierßen      | 2          | 0          | 0           | 0          | -                 | -                 | -                 | -                 | 2        | 0      | 0           | 0          |
| A. Hoffmann     | 23         | 0          | 2           | 1          | 1                 | 0                 | 0                 | 0                 | 24       | 0      | 2           | 1          |
| S. Huszti       | 30         | 10         | 10          | 1          | 2                 | 1                 | 1                 | 0                 | 32       | 11     | 11          | 1          |
| E. Prib         | 31         | 2          | 5           | 0          | 1                 | 0                 | 0                 | 0                 | 32       | 2      | 5           | 0          |
| F. Rajtoral     | 7          | 0          | 0           | 0          | -                 | -                 | -                 | -                 | 7        | 0      | 0           | 0          |
| M. Schmiedebach | 24         | 1          | 1           | 1          | 2                 | 0                 | 0                 | 0                 | 26       | 1      | 1           | 1          |
| L. Stindl       | 31         | 3          | 6           | 0          | 2                 | 0                 | 0                 | 0                 | 33       | 3      | 6           | 0          |
| M. Diouf        | 19         | 8          | 2           | 1          | 1                 | 0                 | 1                 | 0                 | 20       | 8      | 3           | 1          |
| A. Kasumović    | -          | -          | -           | -          | -                 | -                 | -                 | -                 | -        | -      | -           | -          |
| A. Rudņevs      | 16         | 4          | 2           | 0          | -                 | -                 | -                 | -                 | 16       | 4      | 2           | 0          |
| J. Schlaudraff  | 21         | 1          | 2           | 0          | 2                 | 0                 | 0                 | 0                 | 23       | 1      | 2           | 0          |
| A. Sobiech      | 17         | 3          | 2           | 0          | 1                 | 1                 | 0                 | 0                 | 18       | 4      | 2           | 0          |
| V. Sulejmani    | 6          | 0          | 0           | 0          | -                 | -                 | -                 | -                 | 6        | 0      | 0           | 0          |
| D. Konan        | 16         | 3          | 0           | 0          | 1                 | 1                 | 1                 | 0                 | 17       | 4      | 1           | 0          |
| S. Cherundolo   | 2          | 0          | 0           | 0          | -                 | -                 | -                 | -                 | 2        | 0      | 0           | 0          |
| K. Haggui       | 3          | 0          | 0           | 0          | 1                 | 0                 | 1                 | 0                 | 4        | 0      | 1           | 0          |
| D. Kadah        | 3          | 0          | 1           | 0          | 1                 | 0                 | 0                 | 0                 | 4        | 0      | 1           | 0          |